# Part of the Union
Part of the Union is de enige single van de Engelse band Strawbs die in Nederland de hitlijsten haalt.

## Musici
- Dave Cousins – zang, gitaar
- Dave Lambert – zang, gitaar
- John Ford – leadzang, basgitaar
- Blue Weaver – toetsen
- Richard Hudson – zang, slagwerk

## Single
Part of the Union is geschreven door het duo Richard Hudson en John Ford, die het samen willen uitbrengen onder de bandnaam The Brothers (jargon voor collega’s). Echter, niemand heeft interesse. Als Strawbs het dan opneemt voor het album Bursting at the Seams, brengt hun platenmaatschappij A&M Records het uit als single. De release in Engeland valt samen met een enorme stakingsgolf die het land teistert en het Lagerhuis vraagt zich dan ook af of dit plaatje tot het oproer aanzet. Mede door deze vragen wordt het juist een hit (nr. 2 in Engeland); ook omdat een van de vakbonden (the Transport & General Workers Union) het tot strijdlied maakt. Tot verbazing van Cousins van Strawbs wordt het zelfs een bescheiden hit in de Verenigde Staten. In Nederland komt de single ook in de Nederlandse Top 40, waarschijnlijk omdat ook vakbondsmensen hier het plaatje kopen (de discussie kwam op Hilversum 3 ter sprake). Alle ophef blijkt achteraf vreemd als bij lezing van de tekst niet geheel duidelijk is of het lied nu juist pro- dan wel anti-vakbond is.
De B-kant van de single bestond uit Will you go; een in de ogen van de leden toen traditional, zodat de rechten gelijkelijk verdeeld konden worden; helaas moest ook Cousins later toegeven dat de muziek geschreven bleek door de McPeake Family; weg inkomsten.
De single maakte nogal wat ophef, niet alleen buiten de band, maar ook in de band. Hudson en Ford wilden meer inspraak en dat liet Cousins niet toe. Hudson en Ford verlieten Strawbs en richten Hudson Ford op, dat ook in de stal van A & M terechtkwam. Blue Weaver vertrok in hun kielzog naar Mott the Hoople; Strawbs lag een aantal maanden plat. Eind 1973 had Cousins weer een band op poten en ging de studio in voor Hero and Heroine.

## Hitnotering
| Hitnotering: 17-03-1973 t/m 14-04-1973 | Hitnotering: 17-03-1973 t/m 14-04-1973 | Hitnotering: 17-03-1973 t/m 14-04-1973 | Hitnotering: 17-03-1973 t/m 14-04-1973 | Hitnotering: 17-03-1973 t/m 14-04-1973 | Hitnotering: 17-03-1973 t/m 14-04-1973 | Hitnotering: 17-03-1973 t/m 14-04-1973 |
| Week                                   | 1                                      | 2                                      | 3                                      | 4                                      | 5                                      |                                        |
| -------------------------------------- | -------------------------------------- | -------------------------------------- | -------------------------------------- | -------------------------------------- | -------------------------------------- | -------------------------------------- |
| Nummer                                 | 38                                     | 24                                     | 21                                     | 25                                     | 35                                     | uit                                    |

| Hitnotering: 17-03-1973 t/m 07-04-1973 | Hitnotering: 17-03-1973 t/m 07-04-1973 | Hitnotering: 17-03-1973 t/m 07-04-1973 | Hitnotering: 17-03-1973 t/m 07-04-1973 | Hitnotering: 17-03-1973 t/m 07-04-1973 | Hitnotering: 17-03-1973 t/m 07-04-1973 |
| Week                                   | 1                                      | 2                                      | 3                                      | 4                                      |                                        |
| -------------------------------------- | -------------------------------------- | -------------------------------------- | -------------------------------------- | -------------------------------------- | -------------------------------------- |
| Nummer                                 | 26                                     | 20                                     | 20                                     | 20                                     | uit                                    |

### NPO Radio 2 Top 2000
| Nummer met noteringen in de NPO Radio 2 Top 2000 | '99  | '00 | '01  |
| ------------------------------------------------ | ---- | --- | ---- |
| Part of the Union                                | 1923 | -   | 1907 |

1. ↑  Een '-' betekent dat het nummer niet was genoteerd en een vetgedrukt getal geeft de hoogste notering aan.
2. ↑  Deze tabel is bijgewerkt tot en met de laatste editie (2024).

## Cover
De Belgische band The Strangers zongen hun versie onder Vivan de Vakbond.